# Saint-Christophe, Charente-Maritime
Saint-Christophe là một xã ở tỉnh Charente-Maritime thuộc vùng Nouvelle-Aquitaine tây nam nước Pháp.

## Dân số
| Năm  | Dân số | Density | Percent of the canton |
| ---- | ------ | ------- | --------------------- |
| 1962 | 571    | -       | -                     |
| 1968 | 575    | -       | -                     |
| 1975 | 626    | -       | -                     |
| 1982 | 766    | -       | -                     |
| 1990 | 827    | -       | -                     |
| 1999 | 916    | 67/km²  | 4.93%                 |

- Xã của tỉnh Charente-Maritime